# 你永遠不會獨行
〈你永遠不會獨行〉（英語："You'll Never Walk Alone"，简称“YNWA”）是1945年创作的美国百老汇音乐剧《旋转木马》（一译《天上人间》）的插曲，由奥斯卡·汉默斯坦二世作词，理查德·罗杰斯作曲。因后来成为利物浦足球俱乐部的队歌而广为人知。

## 历史
〈你永遠不會獨行〉最早作为《旋转木马》的插曲使用，出现在剧中男主角比利·比奇洛（Billy Bigelow）因抢劫未遂而死之后，由克里斯汀·约翰逊首唱；在故事最后，比利的女儿路易丝（Louise）的毕业典礼上，也出现了这首歌曲。
《旋转木马》电影版原聲帶于1956年发行，之后开始受到关注，〈你永遠不會獨行〉也随之风靡。包括弗兰克·辛纳屈、桃乐丝·黛、雪莉·贝西、“猫王”埃尔维斯·普雷斯利在内，多位歌手曾经翻唱过这首歌曲。1963年，英国利物浦的一支摇滚乐队“加里和领跑者组合”推出了自己的翻唱版本，并且大受欢迎，在英国销量榜榜首的位置上停留了四个星期，在榜单的前10名也停留了九个星期。

## 足球相关

### 利物浦

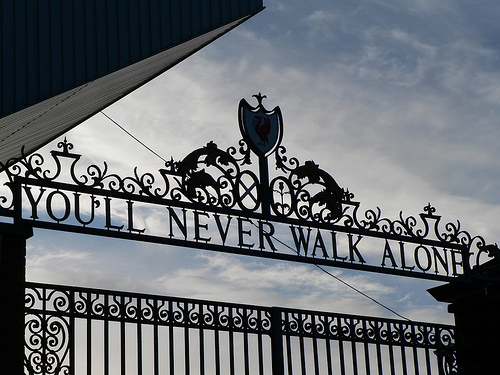
安菲尔德球场香克利門上镌刻的“You'll Never Walk Alone”。

关于利物浦球迷何时开始高唱〈你永远不会独行〉为自家球队助威，说法不一。一种说法称，早年利物浦主场——安菲尔德球场的DJ会播放近期的热门歌曲，加里和领跑者翻唱的《你永远不会独行》也就在进入销量榜前十后不久，于1963年10月19日利物浦主场迎战西布罗姆维奇的时候被唱响。但据一些利物浦球迷回忆，利物浦球迷第一次唱响《你永远不会独行》是在1963年4月27日英格兰足总杯半决赛战胜莱斯特城后，此时距离加里和领跑者的翻唱版本正式发行还有大约半年之久。
1965年，在对阵利兹联的足总杯决赛中，利物浦球迷在温布利球场高唱〈你永远不会独行〉，英国足球评论员肯尼斯·沃尔斯滕霍姆斯因此将这首歌称作“利物浦的标志性旋律”（Liverpool's signature tune），从此这首歌曲成为了利物浦足球俱乐部的标志。如今，〈你永远不会独行〉已经成为利物浦的队歌，歌名“You'll Never Walk Alone”也成为球队格言，镌刻在球队队徽和安菲尔德球场的香克利门（为纪念利物浦功勋教练比尔·香克利而得名）上。

### 其它球队
1966年欧洲优胜者杯半决赛上，苏格兰球队凯尔特人客场挑战利物浦，从此客队球迷受到影响，也开始在开赛前高唱〈你永远不会独行〉。德国的多特蒙德也被认为是受到利物浦的影响（尽管多特蒙德的球迷可能并不这么认为），其球迷每次开赛前都会高唱〈你永远不会独行〉。
此外，还有许多球队将〈你永远不会独行〉用作队歌或助威歌曲，如特温特、美因茨、慕尼黑1860、东京FC等。
2005年5月2日，为支援患上罕见「肌肉萎缩症」（Amyotropische Lateralsklerose，简称）的波兰国家队及中场心脏克日什托夫·诺瓦克（1975年9月27日-2005年5月26日）而成立的「诺瓦克基金会」（Krzysztof Nowak Foundation），亦以《You'll Never Walk Alone》作为励志歌曲专辑主打歌，录制成CD推出发售，收入拨归基金会。